# Katharsis (band)
Katharsis is een in 1994 in Zwickau opgerichte Duitse blackmetalband.

## Biografie
Katharsis is met name bekend geworden door hun in 2000 uitgekomen album "666". Dit album, uitgegeven door Sombre Records in een gelimiteerde kwantiteit van maar 200 lp's, is tegenwoordig een van de meest gezochte blackmetalalbums die voor twee honderd of meer euro verkocht worden. In 2006 besloot "Norma Evangelium Diaboli" daarom de plaat op ongelimiteerde cd uit te brengen. De muziek van Katharsis is overwegend rauwe, snelle black metal in de stijl van vroege Mayhem.
Het trio Drakh (vocalist), Scorn (gitarist) en M.K. (drummer) besloot in 1994 om zich aan te sluiten bij de toen opkomende black metal stroming. De eerste drie demo's kwamen pas in respectievelijk 1996, 1997 en 1998 uit. Deze verkochten aanvankelijk niet erg goed, dit veranderde toen zij een deal met "Sombre Records" kregen. Deze bracht een split met de Tsjechische blackmetalband Nhaavah in 1999. In 2000 volgde het debuutalbum, "666" op datzelfde label. In 2001 volgden diverse splits, onder andere met de Duitse blackmetallegende Moonblood. In 2003 kwam het tweede album "Kruzifixxion" uit, dit keer op het label "NED" (Sombre Records was rond die tijd gestopt wegens een fatale ziekte van de labelbaas). Deze kwam in een luxe-uitgave met een A5-boek met daarin songteksten, een poster, en de eerste vijftig exemplaren kwamen met een stukje menselijk bot. Na dit album werd het stil rond de band, tot in 2006 het derde album "VVorldVVithoutEnd" aangekondigd werd. Als voorproefje werd ook een exclusief nummer uitgebracht op de "Tormenting Legends II" sampler van label "Blut&Eisen". Na enige tegenslag kwam eind 2006 dan ook het derde album uit, met twee lp-hoezen aangezien de eerste serie mislukt was door een printfout in de fabriek. De kleur op deze hoes was iets lichter dan hij had moeten zijn.

## Bezetting
- Drakh (vocalist)
- Scorn (gitarist)
- M.K. (drummer)

## Discografie

### Studioalbums
- 2000 666
- 2003 Kruzifixxion
- 2006 VVorldVVithoutEnd

### Ep's, splits en singles
- 1999 split-ep met Nhaavah "Dawn of a New Order"
- 1999 split-cassette met Deathcult "Trident Trinity"
- 2001 split-ep met SVEST, Warloghe, Black Witchery "Black Metal Endsieg I"
- 2001 split-ep met Moonblood
- 2002 split met Black Witchery
- 2009 split-ep met Antaeus "Black Lust"
- 2009 Fourth Reich (ep)

### Demo's
- 1996 Terror, Storm and Darkest Arts
- 1997 Into Endless Chaos
- 1998 The Red Eye of Wrath